# Roger Moens
Pour les articles homonymes, voir Moens.
Roger Moens, né le 26 avril 1930 à Erembodegem, est un ancien athlète belge, pratiquant le 800 mètres.

## Biographie
Roger Moens est né le 26 avril 1930 à Erembodegem.
Il fait ses débuts sur la scène internationale à l'occasion des Jeux olympiques d'Helsinki en 1952. Éliminé modestement en séries du 400 m (en 48 s 6), il décide de s'inspirer des méthodes d'entraînement (“l’interval training”) de l'Allemand Rudolf Harbig (recordman mondial du 400 m-800 m en 1939) et de Waldemar Gerschler pour progresser.
Meilleur spécialiste mondial du 800 m à la fin des années 1950, Roger Moens fut l'homme qui effaça des tablettes mondiales le légendaire record établi par l'Allemand Rudolf Harbig avant la Seconde Guerre mondiale. Le 3 août 1955, Roger Moens battait le record du monde du 800 m à Oslo, sur une piste en cendrée, dans un temps d' 1 minute 45 secondes et 7 dixièmes.
Malheureusement, la fatalité et quelques erreurs tactiques empêchèrent cet athlète d'exception de concrétiser sa domination par un titre olympique.
Avec Émile Leva, André Ballieux et Alfred Langenus, il bat le record du monde du 4 × 800 mètres le 8 août 1956 au stade des Trois Tilleuls, à Watermael-Boitsfort en 7 min 15 s 8. Ce record du monde fut battu en 1966 mais est toujours actuellement record de Belgique.
Ses meilleurs temps ont été de 47 s 3 sur 400 mètres, 2 min 19 s 2 sur 1 000 mètres, 3 min 41 s 4 sur 1 500 mètres et 3 min 58 s 9 sur le mile (1).

## Palmarès
Jeux olympiques d'été
- Médaille d'argent des Jeux olympiques de 1960 à Rome,  Italie

Championnats d'Europe
- 5e des Championnats d'Europe 1954 à Berne,  Suisse

### Distinction personnelle
- Trophée national du Mérite sportif (1955)[1]